# Hylodes
Hylodes es un género de anfibios anuros de la familia Hylodidae. Se distribuyen por la selva atlántica del sur de Brasil.

## Especies
Se reconocen las siguientes 25 especies según ASW:
- Hylodes amnicola Pombal, Feio & Haddad, 2002
- Hylodes asper (Müller, 1924)
- Hylodes babax Heyer, 1982
- Hylodes cardosoi Lingnau, Canedo & Pombal, 2008
- Hylodes charadranaetes Heyer & Cocroft, 1986
- Hylodes dactylocinus Pavan, Narvaes & Rodrigues, 2001
- Hylodes fredi Canedo & Pombal, 2007
- Hylodes glaber (Miranda-Ribeiro, 1926)
- Hylodes heyeri Haddad, Pombal & Bastos, 1996
- Hylodes japi[1] Sá, Canedo, Lyra & Haddad, 2015
- Hylodes lateristrigatus (Baumann, 1912)
- Hylodes magalhaesi (Bokermann, 1964)
- Hylodes meridionalis (Mertens, 1927)
- Hylodes mertensi (Bokermann, 1956)
- Hylodes nasus (Lichtenstein, 1823)
- Hylodes ornatus (Bokermann, 1967)
- Hylodes otavioi Sazima & Bokermann, 1983
- Hylodes perere Silva & Benmaman, 2008
- Hylodes perplicatus (Miranda-Ribeiro, 1926)
- Hylodes phyllodes Heyer & Cocroft, 1986
- Hylodes pipilans Canedo & Pombal, 2007
- Hylodes regius Gouvêa, 1979
- Hylodes sazima Haddad & Pombal, 1995
- Hylodes uai Nascimento, Pombal & Haddad, 2001
- Hylodes vanzolinii Heyer, 1982